# سفارة الباراغواي في لندن
سفارة باراغواي في لندن هي البعثة الدبلوماسية للباراغواي في المملكة المتحدة. وتقع في مبنى مكاتب متعدد الاستخدامات في شارع كينسينغتون هاي تشترك فيه مع قنصلية رومانيا.

## معرض

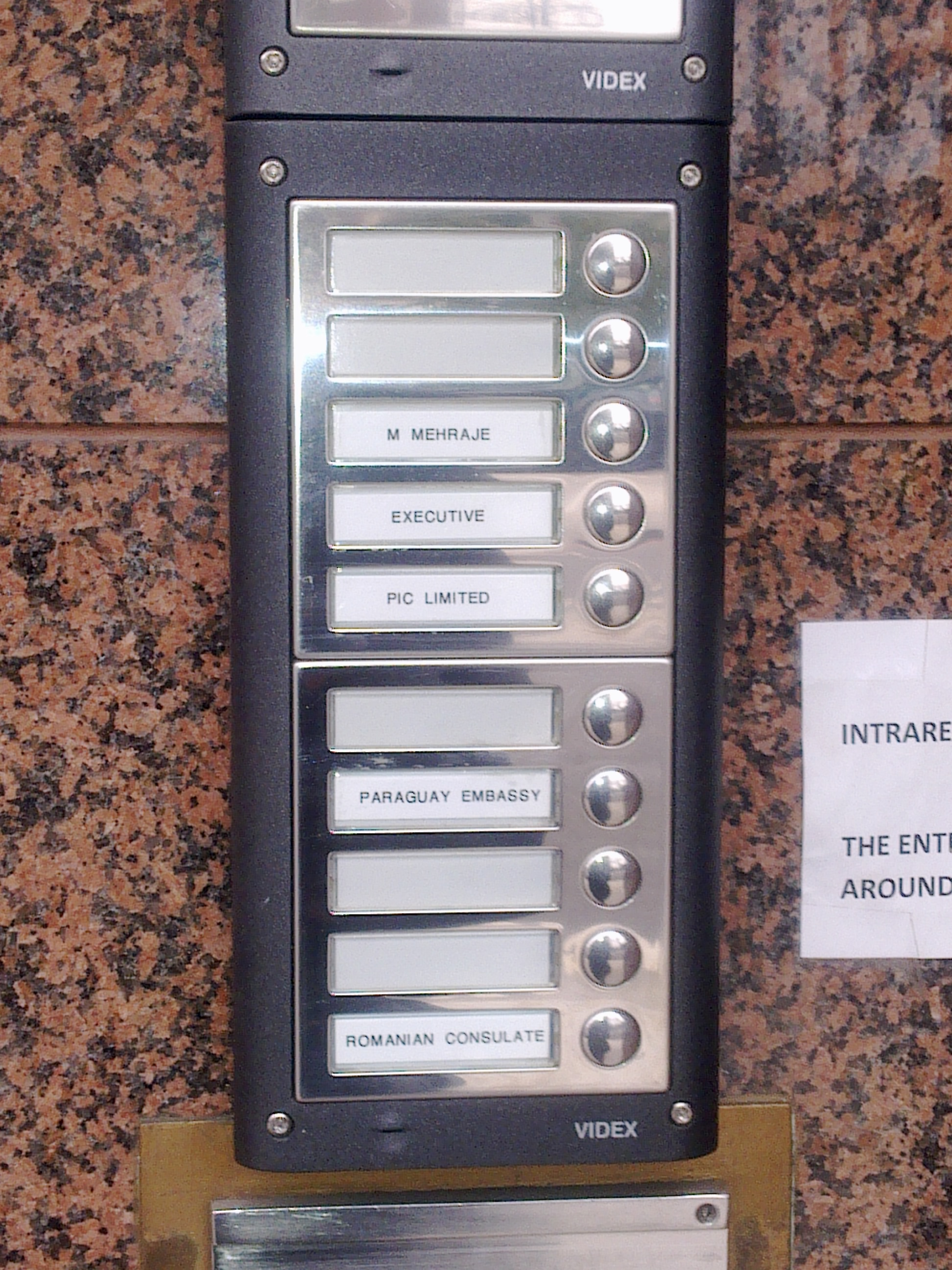
جرس الباب خارج السفارة
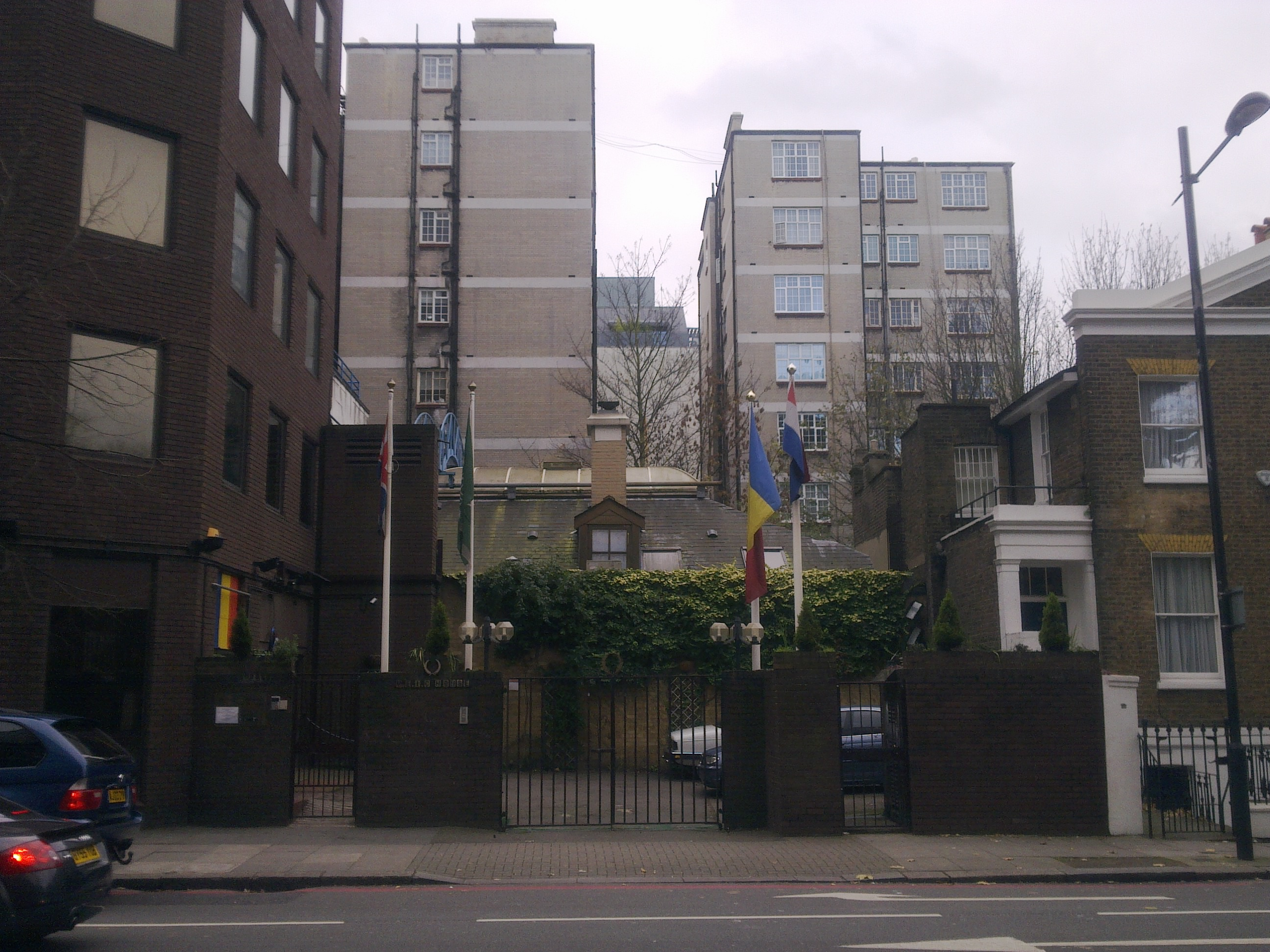
السفارة من شارع أديسون

## روابط خارجية
- موقع رسمي نسخة محفوظة 6 أغسطس 2009 على موقع واي باك مشين.